# Digital Audio Workstation
Digital Audio Workstation (DAW) är en maskin för produktion och bearbetning av musik. DAW:en är hjärtat i den moderna musikstudion och består normalt av en dator med särskild programvara för musik- och ljudproduktion samt ett särskilt ljudkort.
Exempel på programvara som gör att en dator kan användas som DAW är:
- Ableton Live
- Apple Logic Pro
- Avid Pro Tools
- FL Studio
- Reason
- Reaper
- Steinberg Cubase

Den kompakta portastudion var under 90-talet ett populärt alternativ till en DAW, och säljs även idag.